# Tour 46
Tour n°46 de l'enceinte fortifiée de Belfort
La Tour 46 est une ancienne tour bastionnée de Belfort dans le Territoire de Belfort en Bourgogne-Franche-Comté. Elle appartenait à l'enceinte fortifiée construite, à la fin du XVIIe siècle, par Vauban. Elle est aménagée pour accueillir un musée.

## Histoire
Après la conquête par la France, Vauban intervient à Belfort en 1687 et procède notamment à un élargissement et une modernisation de l’enceinte. Il donne à celle-ci une forme pentagonale, cinq tours bastionnées en occupant les angles. La numérotation employée sur les plans de Vauban sert encore aujourd'hui à désigner les tours. Trois nous sont parvenues avec quelques transformations : les 27, 41 et 46.
La Tour 46 est un espace d'exposition temporaire. Tout comme la tour 41, elle est classée Monument historique en 1971 ; Ce classement sera annulé et remplacé par arrêté de classement plus général le 29 avril 1997.

## Accès
L'accès au musée s'effectue par : 
- Train depuis la gare du centre de Belfort
- Bus n°2, arrêt à République
- Vélo
- Voiture depuis Mulhouse direction Belfort/Glacis-du-château ou depuis Besançon, direction Bavilliers/Danjoutin.